# Chilomycterus geometricus
Chilomycterus geometricus is een straalvinnige vissensoort uit de familie van egelvissen (Diodontidae). De wetenschappelijke naam van de soort is voor het eerst geldig gepubliceerd in 1801 door Bloch & Schneider.